# Francesco Congiu
Francesco Congiu detto Tremoto (Serri, 12 febbraio 1956) è un fantino italiano.

## Carriera al Palio di Siena
Congiu ha preso parte a tredici carriere del Palio di Siena, in un periodo compreso tra il 1978 ed il 1996. La sua ultima presenza in Piazza del Campo è avvenuta all'età di quaranta anni, con la Contrada dell'Aquila.
La sua unica vittoria è datata 4 luglio 1979, in groppa a Quebel, per i colori della Contrada Priora della Civetta. La carriera ha un esito drammatico: muoiono infatti i due cavalli Zirbo e Zurigo a causa dell'impatto contro le barriere dei palchi alla curva del Casato, apertesi a seguito di un urto. La vittoria di Tremoto si concretizza in volata, ai danni di Leonardo Viti detto Canapino su Utrillo, per il Nicchio.
La vittoria del 1979 resterà l'ultima per la Civetta fino al 16 agosto 2009, giorno della vittoria di Andrea Mari detto Brio su Istriceddu.

## Presenze al Palio di Siena
Le vittorie sono evidenziate ed indicate in neretto.
| Palio          | Contrada     | Cavallo             | Note   |
| -------------- | ------------ | ------------------- | ------ |
| 3 luglio 1978  | Chiocciola   | Utrillo             | scosso |
| 16 agosto 1978 | Giraffa      | Zodiaco             | scosso |
| 4 luglio 1979  | Civetta      | Quebel              |        |
| 16 agosto 1979 | Chiocciola   | Udienza             |        |
| 2 luglio 1980  | Valdimontone | Zalia de Ozieri     | scosso |
| 17 agosto 1980 | Valdimontone | Arlem de Mores      |        |
| 2 luglio 1981  | Oca          | Valsandro           |        |
| 16 agosto 1981 | Oca          | Bandida de Rio Ross |        |
| 2 luglio 1982  | Civetta      | Uana de Lechereo    |        |
| 16 agosto 1982 | Drago        | Bambola de Ploaghe  | scosso |
| 2 luglio 1983  | Lupa         | Canapino            |        |
| 2 luglio 1985  | Selva        | Barbarella III      | scosso |
| 2 luglio 1996  | Aquila       | Imco Fleming        | scosso |